# Idéalisme wilsonien
Pour les articles homonymes, voir Idéalisme.
L'idéalisme wilsonien, dans la conception des relations internationales, résulte de la politique du président américain Woodrow Wilson telle qu'exprimée pendant sa présidence, entre 1912 et 1919. Cette doctrine formulée à diverses reprises est en rupture avec la politique de non-intervention des États-Unis dans les affaires de l'Europe et du monde.

## Formulation
Le 8 janvier 1918, Wilson prononce son fameux discours des Quatorze points de Wilson, introduisant le concept de Société des Nations (SDN) une organisation destinée à préserver l'intégrité territoriale et l'indépendance politique de toutes les nations, grandes et petites.
Wilson participe personnellement pendant six mois aux négociations de paix de Paris en 1919 pour conclure la Première Guerre mondiale. Il réussit à introduire la Charte de la SDN dans le traité de Versailles signé le 28 juin 1919, mais ne parvient pas, face à la ferme opposition de Georges Clémenceau, à faire appliquer le droit des peuples à disposer d'eux-mêmes non seulement aux vainqueurs, mais aussi aux vaincus (alors que le traité de Versailles interdit aux allemands d'Autriche-Hongrie de rejoindre la république de Weimar comme ils le souhaitaient).
Bien qu'honoré par le prix Nobel de la paix en 1920, il ne réussit pas davantage à convaincre le Congrès américain de ratifier le traité. Les États-Unis reviennent à leur traditionnelle politique non-interventionniste. La pensée de Wilson en matière de relations internationales, qui s'inscrit dans la tradition des projets de paix de l'abbé de Saint-Pierre et d'Emmanuel Kant, connait en revanche un certain succès auprès de ses collègues universitaires.

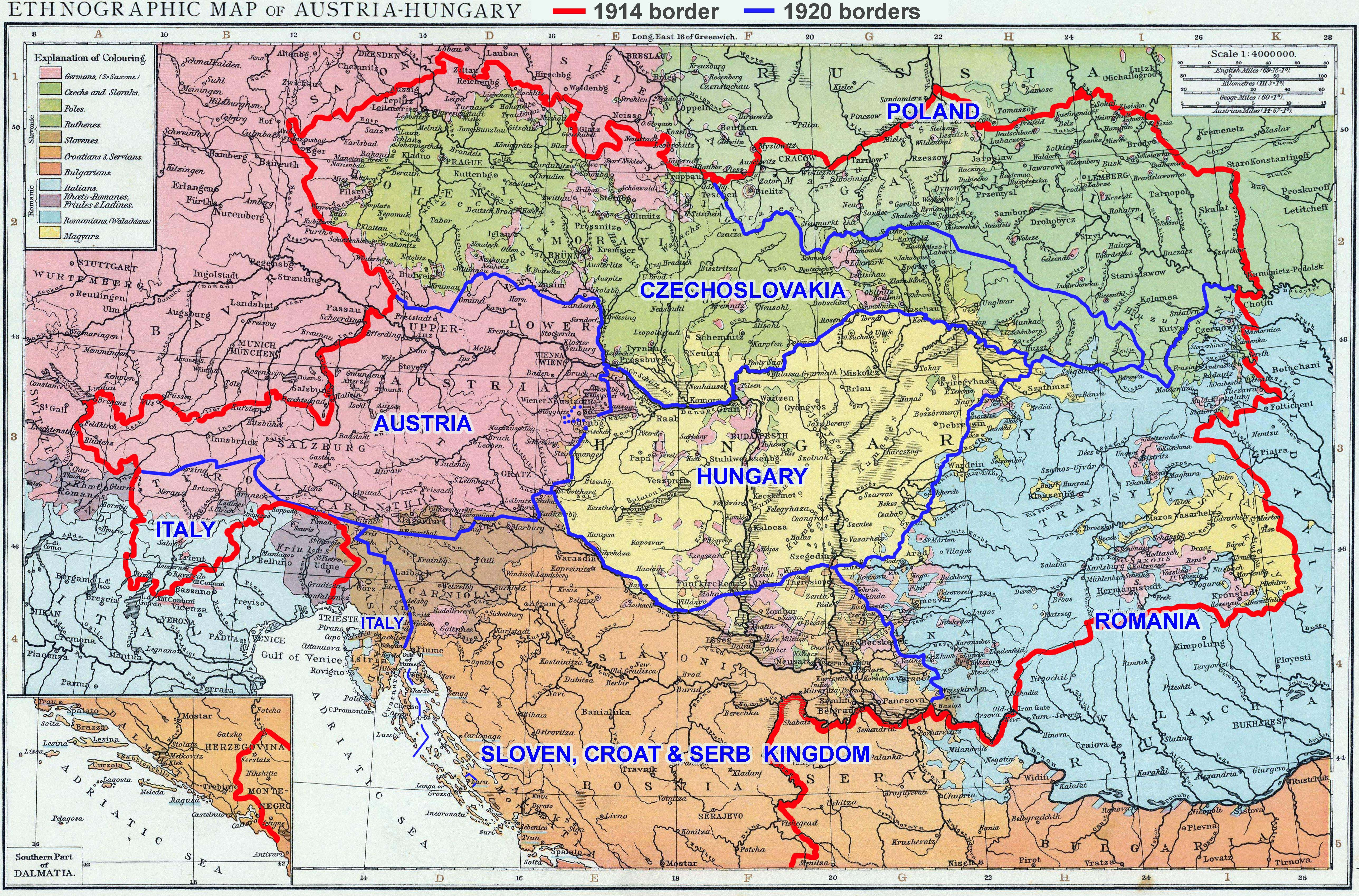
Carte de l'Autriche-Hongrie en 1914 avec les zones linguistiques selon le recensement de 1890, les frontières de 1914 (rouge) et celles de 1919 (bleu) tracées en application du dixième des Quatorze points du président Wilson : la plupart sont encore en place au début du XXI.

## Héritage
Ainsi, la première chaire de relations internationales, fondée en 1919 à l'université d'Aberystwyth, porte le nom de Woodrow Wilson. Cette vision est par la suite appelée « idéalisme » par ceux qui s'appellent eux-mêmes les « réalistes » (Carr, Morgenthau etc.). Il s'agit là du premier débat (sur quatre) en théorie des relations internationales, débat qui refait périodiquement surface entre les partisans des institutions internationales et les nationaux,.

## Sources
1. ↑  Trygve Throntveit, « Wilsonianism » in Oxford Research Encyclopedia of American History, 2019.
2. ↑  Anne-Marie Slaughter, « Wilsonianism in the Twenty-first Century » in The Crisis of American Foreign Policy: Wilsonianism in the Twenty-first Century (eds. G. John Ikenberry, Thomas J. Knock, Anne Marie-Slaughter & Tony Smith: Princeton University Press, 2009), pp. 94-96.
3. ↑  Woodrow Wilson, Impact and Legacy, Miller Center, 4 octobre 2016 - .
4. ↑  Erez Manela, The Wilsonian Moment: Self-Determination and the International Origins of Anticolonial Nationalism (Oxford University Press, 2007), pp. 41-42.
5. ↑  Lloyd E. Ambrosius, Wilsonianism: Woodrow Wilson and His Legacy in American Foreign Relations, Palgrave Macmillan, 2002, 42–51 p.